# V.34bis

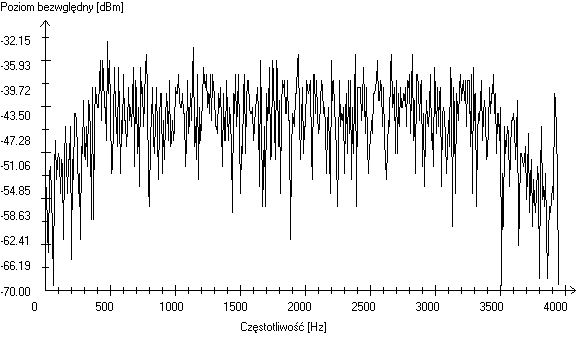
Widmo sygnału modemu pracującego według zalecenia V.34bis z prędkością 33600 bit/s na typowej linii telefonicznej o szerokości pasma przepustowego równego 4 kHz.

V.34bis – nieoficjalny standard w komunikacji rekomendowany w przeszłości przez ITU-T, charakteryzujący się pełną transmisją dwukierunkową pomiędzy dwoma modemami wdzwanianymi (połączenie wdzwaniane, ang. dial-up).
Standard V34bis bazuje na standardzie V.34, ale pozwala na przesył danych przy przepustowości łącza do 33,6 kbit/s. Inna dodatkowo zdefiniowana przepustowość to 31,2 kbit/s, a także wszystkie przepustowości, które są dopuszczalne przez zalecenie V.34.